# キャビン (たばこ)
キャビン（CABIN）は、日本たばこ産業（JT）が製造・販売している日本のたばこ銘柄。ただし、現在はウィンストンと統合されて、ウィンストンキャビンに名称を変更している。

## 概要
チョコレート風味のフレーバーを使用し、隠し味にラム酒を使用しているのが特徴（成人向けサイトより）。セブンスター、マイルドセブン（現・メビウス）、キャスター、ピアニッシモに並ぶJTの主力商品。元々はラークの対抗製品であり、発売当初はフィルターもラークと同様、3層フィルターを採用していた。キングサイズの製品は、発売当初はキャビン85と呼ばれていたが、これは最初に100ミリサイズのソフトパック製品を発売して、2年後に廉価版として85ミリサイズを発売したことによるもので、1985年に発売されたからではない。キャビンマイルドには「赤キャビン」などの通称があり、デザイン変更以前は、フルフレーバーが赤地だった（それ以外は白地に赤のライン）ため、こちらも赤キャビンと呼ばれていた。このほかキャビンスーパーマイルドが「青キャビン」と呼ばれることがある。
元祖であるタール11mgの製品（フルフレーバー）は2008年2月をもって姿を消した。
2015年、ゴールドワイルドを除く全品種がウィンストンブランドに移行し、キャビン単独のブランドとして販売されるのはゴールドワイルドのみとなっていたが、2016年11月に廃止された。
1986年から1995年まで「CABIN RACING」としてモータースポーツのスポンサーをつとめており、CMにはレーサーが出演していた（詳細は日本たばこ産業#モータースポーツを参照）

## 年表
- 1978年4月 - 旧日本専売公社から初代キャビン（100's・ソフトパック）発売。
- 1980年7月 - キングサイズのキャビン85（ソフトパック）発売。
- 1983年7月 - キャビン85・マイルド（ソフトパック）発売。
- 1984年7月 - キャビン・マイルド（100's・ソフトパック）発売。
- 1987年7月 - 初のボックス製品となるキャビン100's・ボックス、キャビン100's・マイルド・ボックス発売。
- 1989年
  - 1月 - 初のKSボックス製品キャビン85・マイルド・ボックス発売。
  - 4月 - キャビン85・スーパーマイルド（ソフトパック）発売。
- 1990年9月 - キャビン85・スーパーマイルド・ボックス発売。
- 1991年7月 - キャビン・プレステージ発売。
- 1992年
  - 1月 - キャビン・ボックス発売。広告では新世代キャビンと謳われ同時にフルフレーバーの製品名を変更（キャビン85→キャビン、キャビン100's・ボックス→キャビン・100's・ボックス）。また、最初に発売された商品である100'sのソフトパックが同時に廃止された。
  - 4月 - マイルド/スーパーマイルドの製品名を変更（キャビン85・マイルド(・ボックス)→キャビン・マイルド(・ボックス)、キャビン85・スーパーマイルド(・ボックス)→キャビン・スーパーマイルド(・ボックス)、キャビン100's・マイルド・ボックス→キャビン・マイルド・100's・ボックス）。また、マイルド100'sのソフトパックが同時に廃止された。
- 1993年9月 - キャビン・スーパーマイルド・100's・ボックス発売。
- 1996年
  - 3月 - キャビン・ウルトラマイルド・ボックス発売。当初からデュアルチャコール・フィルターを採用していた。
  - 5月 - キャビン・ウルトラマイルド・ボックス以外の既存銘柄をトリプルチャコール・フィルターからデュアルチャコール・フィルターに変更。
- 1997年8月 - キャビン・ウルトラマイルド・100's・ボックス発売。
- 2000年1月 - キャビン・プレステージ以外の既存銘柄のパッケージ変更及びデザインの統一。
- 2003年8月 - キャビン・マイルド・メンソール・ボックス発売。当初は宮城県限定、翌年5月に全国発売。
- 2004年8月 - キャビン・プレステージ/マイルドメンソール/ウルトラマイルド100's以外の既存銘柄のパッケージ変更及びマイルドメンソールのデザインに統一。また、マイルド・100's・ボックスが同時に廃止された。
- 2005年7月 - キャビン・ワン・100's・ボックス発売。当初は東北限定、翌年の全国拡販時にキャビン・ワン・テイスティ・100's・ボックスに変更。ウルトラマイルド100'sが同時に統合される形で廃止された。
- 2008年
  - 2月 - フルフレーバー製品で唯一残っていたキャビン・ボックスと唯一のメンソール製品のキャビン・マイルド・メンソール・ボックスを廃止。
  - 7月 - キャビン・ローストブレンド・100's・ボックス発売。当初は北海道限定、翌年4月に全国発売。
- 2011年
  - 5月 - 東日本大震災の影響によりキャビン・プレステージが廃止された。
  - 11月 - パッケージの変更及びデザインの統一（キャビン・ローストブレンド・100's・ボックスで採用のCとAの合字ロゴが全銘柄に、各銘柄ごとにキャビンの名称の由来である「客船」「客室」を関連させた愛称を記載）。
- 2014年12月上旬-キャビン・ゴールドワイルド・８・ボックスを、全国で新発売。
- 2015年
  - 8月頃-名称をウィンストン・キャビンに変更。ただし、キャビン・ゴールドワイルド・８・ボックスの名称変更は行わない。
  - 10月中旬-パッケージを新パッケージに変更。ただし、キャビン・ゴールドワイルド・８・ボックスのデザイン変更は行わない。
- 2016年11月上旬-名称をウィンストン・キャビン・レッドに、パッケージをXSをモチーフにした新パッケージに変更。唯一キャビンブランドとして残っていたキャビン・ゴールドワイルド・８・ボックスは廃止。

## 製品一覧

### 現行販売製品
Winstonブランドに移行したため、キャビンブランドとしてはなし。今後の販売予定もなし。

## キャッチコピー
- 軽さに、味がある。（通年/1990年代以降は主にマイルド・スーパーマイルド）
- 男なら、ふってみな。（1980年）
- 今日から200円のキャビン85（1980年/キャビン85発売時）
- 俺の赤。（1981年）
- すごく軽い。しっかりうまい。（1989年/スーパーマイルド発売時）
- 新世代CABIN 　よりうまく、よりまろやかに。（1992年/キャビンボックス発売時）
- みがかれた うまさとまろやかさ。（1992年～1994年/キャビンボックス）
- CABIN BREAK（1985年）
- CABIN SPIRIT（1986年～1991年）
- Challenge Spirit（1992年～1993年）
- THAT'S IT CABIN（1995年）
- YES CABIN（1996年～1999年頃/）
- CABIN NEW（2000年～2001年/）
- We need challenge（2002年～2003年/）
- high speed menthol & ALL NEW DESIGN（2004年）
- 軽くない。この1mgは。（2006年～2007年/ワンテイスティ）
- 吸いごたえ。1mgとは思えない。（2007年/ワンテイスティ）
- 新*香ばしい。 ROAST BLEND（2009年/ローストブレンド）
- テイストを極める。(2014年/ゴールドワイルド・8・ボックス)

## テレビCM出演者
- 野坂昭如
- 三浦友和（1982年3月25日の参議院予算委員会でアイドルがタバコの広告に出演するのは青少年に影響を及ぼすとして三浦がアイドルかどうか議論された[3]）
- 松本恵二（1986年～1987年）
- 星野一義（1988年～1992年）
- 鈴木利男（星野一義と共演）
- 森本晃生（星野一義と共演）
- 和田孝夫（1989年/スーパーマイルド発売時）
- MALTA（1986～1989年/楽曲のみ）
- タイガー大越（1989年頃/楽曲のみ）
- 片山右京（1992年～1993年）
- 筧利夫
- 永瀬正敏